# ブラウンシュヴァイク＝リューネブルク猟兵
ブラウンシュヴァイク＝リューネブルク猟兵（独：Braunschweig-Lüneburgsche Jäger）は1810年から1814年にかけてイギリス軍の指揮下に半島戦争に参加した、ブラウンシュヴァイクからの派遣軍が冠したドイツ語の公式名称である。
英語圏では「The Duke of Brunswick-Oels Infantry and Cavalry」（ブランズウィック＝エールス公国歩兵および騎兵）もしくは単に「Brunswick-Oels Jägers」（ブランズウィック＝エールス猟兵）と呼ばれた。

## 隊史

### 前史
ブラウンシュヴァイクからの派遣軍はすでに1809年、ブラウンシュヴァイク＝エールス公フリードリヒ・ヴィルヘルムがナポレオンと戦うオーストリアを支援するための義勇軍として創設していた。その黒い制服によって「黒い軍勢」（Schwarze Schar）と呼ばれた部隊はオーストリアとフランスの講和後、エルスフレート (Elsfleth) からイギリスへ脱出するべく自力で北ドイツを突破する。

### イギリスでの再編
イギリス議会はフリードリヒ・ヴィルヘルムにナポレオンへの抗戦者として7000スターリング・ポンドの年金を与えた。1595名の兵力でワイト島に到着した「黒い軍勢」は、新たに1個歩兵連隊（それぞれ6個中隊から構成される2個大隊で編成）および1個フザール連隊（6個中隊で構成）に改編された。その後、「ブランズウィック＝エールス公国歩兵および騎兵」としてイギリス軍に編入される。部隊は黒い制服と銀のトーテンコップフを維持したが、その制服の仕立ては変わった。長いフロックコートの一種、ポールロック（Polrock）は短いドルマンになったのである。
それからガーンジー、続いてアイルランドに配置されると1810年8月10日、船でリスボンに移動した。

### イベリア半島における実戦
ポルトガルに着くと、ブラウンシュヴァイク猟兵はウェリントン公の指揮下に入り、イギリス軍やハノーファー選帝侯領 (de:Kurfürstentum Hannover) の軍とともにイギリス軍の旗下（国王直属ドイツ人軍団 (King's German Legion) もしくはKGL）でポルトガル、スペインや南フランスの各地を転戦し、フザール連隊の大部分はシチリアでも戦った。
歩兵は分散してイギリス軍の様々な師団、中でもロウリー・コール (Lowry Cole) 中将指揮下の第4師団 (4th Division) に配属されている。そしてフエンテス・デ・オニョロの戦い (Battle of Fuentes de Oñoro) 、バダホス攻囲戦 (Siege of Badajoz (1812)) 、サラマンカの戦い (Battle of Salamanca) やヴィットーリアの戦いなどの戦闘に参加し、程なく名声を博した。
しかし友軍のイギリス兵はウムラウトを含む「Oels」（エールス）の正しい発音に苦労したので、やがて彼らを冗談半分に「owls」（オウルズ）と呼ぶようになった。「Oels」を下手に発音した場合、それは「owls」（英語でフクロウのこと）にとてもよく似て聞こえたからである。

### 帰還とその後の発展
ナポレオンが敗北した後、ブラウンシュヴァイク猟兵は1814年にイギリス軍から除隊し、同年末にブラウンシュヴァイクに帰還した。そこで同部隊は「プレーストラー大隊」（指揮官のプレーストラー少佐にちなむ）の中核となり、続いて1815年4月14日に「近衛大隊」と改称された。そして新たに創設された他の大隊とともに同年6月、ベルギーへ向かいカトル・ブラの戦い (Battle of Quatre Bras) およびワーテルローの戦いに参加している。

## 文献
- Horst-Rüdiger Jarck, Gerhard Schildt (Hrsg.): Braunschweigische Landesgeschichte. Jahrtausendrückblick einer Region, Braunschweig 2000
- Gustav von Kortzfleisch: Geschichte des Herzoglich Braunschweigischen Infanterie-Regimentes und seiner Stammtruppen 1809-1902, 3 Bände, Braunschweig 1896-1903
- Gustav von Kortzfleisch: Des Herzogs Friedrich Wilhelm von Braunschweig Zug durch Deutschland im Jahre 1809, Berlin 1894
- Fred Mentzel: Der Vertrag Herzog Friedrich Wilhelms von Braunschweig mit der britischen Regierung über die Verwendung des Schwarzen Korps (1809), in: Braunschweigisches Jahrbuch, Band 55, Braunschweig 1974, S. 230–239
- Otto von Pivka: The Black Brunswickers, Osprey Men-at-Arms, Oxford 1973
- Georg Ortenburg: Braunschweigisches Militär, Cremlingen 1987